# Уильямсон (река)
Уильямсон (англ. Williamson River) — река на юге центральной части штата Орегон, США. Составляет около 160 км в длину; площадь бассейна — 7770 км². Вместе со своим крупным притоком, рекой Спраг, Уильямсон составляет более половины от общего речного стока в озеро Аппер-Кламат, которое является крупнейшим пресноводным озером Орегона. Из озера вытекает река Линк-Ривер, которая через 1,6 км впадает в озеро Эвауна, а из него в свою очередь вытекает река Кламат, несущая свои воды в Тихий океан.
Уильямсон берёт начало в центральной части округа Кламат, на территории национального леса Уинема, примерно в 64 км к северо-востоку от города Кламат-Фолс. В верховьях река течёт в северном направлении, а затем резко поворачивает сперва на запад, а затем и на юго-запад, огибая горный массив. Течёт через территорию национального заповедника Кламат-Марш, ниже которого протекает параллельно орегонской автомобильной дороге № 97. В городе Чилокин принимает свой крупнейший приток, реку Спраг. Впадает в северную оконечность озера Аппер-Кламат примерно в 32 км к северо-западу от Кламат-Фолс.
Около 81 % территории бассейна реки Уильямсон покрыто лесами. На относительно низких отметках рельефа и вдоль крупных водотоков бассейна расположены сельскохозяйственные угодья, главным образом пастбища. Территория бассейна расположена в дождевой тени Каскадных гор. Средний годовой уровень осадков вдоль течения реки Уильямсон выше устья реки Спраг составляет около 580 мм; уровень осадков вдоль течения реки Спраг — около 510 мм.